# 宇都宮公綱
宇都宮 公綱（うつのみや きんつな）は鎌倉時代後期から南北朝時代にかけての武将。宇都宮氏第九代当主。父は宇都宮貞綱。母は長井時秀の娘か。子に宇都宮氏綱。名将・楠木正成に坂東一の弓取りと評され恐れられるほどの武勇を誇ったといわれている。
楠木正成との戦いは、宇都宮氏を中心とした東国武士の武勇を示すものとして名高い。

## 生涯
乾元元年（1302年）、宇都宮貞綱の子として生まれる。初めは北条氏得宗家当主・北条高時の偏諱を受けて宇都宮高綱（たかつな）を名乗っていたが、後に改名した。
元弘の乱の1333年1月、北条高時の命を受けて上洛し、紀清両党を率いて摂津国四天王寺にて官軍側の名将・楠木正成と戦った。このとき、正成は公綱より兵力では勝っていたが、公綱の武略を恐れて直接対決を挑もうとはせず、持久戦に持ち込んでいる。公綱もまた、正成の武略を恐れて直接には相対せず、結局勝敗はつかずして引き分けた。正成は四天王寺で対峙した際に宇都宮氏が坂東一の弓取りであること、そして紀清両党の強さを「戦場で命を捨てることは、塵や芥よりも軽いもの」と評している。その後、千早城攻めなどにも参戦し、活躍したが、六波羅探題滅亡後、後醍醐天皇の綸旨を受け、官軍側に降伏し、包囲軍瓦解のきっかけとなった。幕府滅亡後の建武の新政下では雑訴決断所の奉行職を務めた。1335年の中先代の乱後に足利尊氏が後醍醐天皇から離反すると、公綱は尊氏軍と戦ったが敗れ（竹ノ下の戦い）、翌年に尊氏に降伏してその家臣（北朝方）となった。北朝方になると南朝方の北畠親房の将、伊達行朝、中村経長（中村城主）の軍勢に真岡、烏山が攻め込まれ、重臣の芳賀高貞父子が討ち取られてしまったが、尊氏が九州に落ちると再び天皇のもとに帰参する。
その後は北畠顕家のもとで各地を転戦し、顕家の死後も東国における南朝側の中心勢力の一人として活躍し、後村上天皇からも厚い信任を受けた。しかし晩年は不遇だったと言われている。正平11年/延文元年（1356年）11月25日、55歳で死去した。
正成を恐れさせたほどの武勇を持つ反面、和歌にも優れた才能を発揮し、『新続古今和歌集』には公綱の作品が納められている。